# Libro de Dzyan
El Libro de Dzyan (que comprende las Estancias de Dzyan) es un supuesto antiguo texto de origen tibetano. Las Estancias sirvió de base para La doctrina secreta (1888), una de las obras fundacionales del movimiento teosófico, de Helena Petrovna Blavatsky. Supuestamente es el primer libro de la historia.

## Reclamaciones de Madame Blavatsky en relación con el Libro de Dzyan
Madame Blavatsky afirmaba haber visto un manuscrito del Libro de Dzyan, mientras estudiaba la tradición esotérica en el Tíbet. Ella afirmó que este y otros manuscritos antiguos estaban a salvo de los ojos profanos por los iniciados de una Fraternidad Oculta. El trabajo original, según Blavatsky, estaba escrito en el lenguaje sagrado de Senzar. Ella escribió:
Esta primera entrega de las doctrinas esotéricas se basa en estrofas, que son los registros de un pueblo desconocido a la etnología; se afirma que todo está escrito en una lengua ausente de la nomenclatura de las lenguas y dialectos con los que está familiarizado la filología; se dice que emanan de una fuente repudiada por la ciencia (Ocultismo); y, por último, que se ofrecen a través de una agencia, incesantemente desacreditada ante el mundo por todos los que odian las verdades desagradables, o tiene una afición especial para defender la propia. Por lo tanto, el rechazo de estas enseñanzas puede ser esperado, y debe ser aceptado de antemano. Nadie que se piensa a sí mismo como un "erudito", en cualquier departamento de la ciencia exacta, se permitirá considerar estas enseñanzas en serio.
Max Müller y otros han sido escépticos. Se dice que Max Müller  dijo que este asunto era de un falsificador extraordinario o que ella había hecho el regalo más valioso para la investigación arqueológica en el Oriente.

## ElLibro de Dzyany los Tantras budistas
En otras referencias Blavatsky afirmaba que el Libro de Dzyan pertenecía a un grupo de escritos esotéricos tibetanos conocidos como los Libros de Kiu-Te. Blavatsky escribió antes de una transcripción estándar del tibetano en el alfabeto latino, se había acordado; lo que tomó a David Reigle algún tiempo para establecer que ella se refería a que lo que los estudiosos modernos escriben como rGyud-sde (gyü de, «sección de tantras»), partes de un voluminoso cuerpo budista comúnmente referido como los Tantras. Otros investigadores han sugerido como fuente el taoísmo chino o la cábala judía.
En Isis sin velo, la propia Blavatsky identifica al senzar como un «sánscrito antiguo» (Isis, I, 440). Como señaló John Algeo en su libro, las otras declaraciones de Blavatsky sobre el senzar (incluida la relación anterior con el sánscrito) crean una serie de acertijos que hacen que sea difícil tomar las referencias de la familia del lenguaje etimológico literalmente, ya que algunos se vinculan con fuentes egipcias, mientras que otros todavía tienen otras raíces.

## Las Estancias de Dzyan en las obras de otros autores
Supuestos versos del llamado "Estancias de Dzyan" fueron publicadas más tarde por Alice Bailey en Tratado sobre Fuego Cósmico en 1925. Bailey afirmó que estos versos habían sido dictados a ella telepáticamente por el Maestro Tibetano Djwal Kul.
El ufólogo Desmond Leslie se basó en las Estancias de Dzyan en sus escritos, y la teoría de que originalmente se habían producido en el continente perdido de la Atlántida.
El autor suizo Erich von Däniken afirmó haber explorado algunos de los contenidos del libro y su supuesta historia, reportando rumores sin fuentes de que la primera versión del libro es anterior a la Tierra, y que el pueblo elegido que simplemente toca el libro va a recibir visiones de lo que describe.
Existen referencias a las estrofas en las obras de ficción de fantasía de Howard Phillips Lovecraft, por ejemplo, en su cuento "El morador de las tinieblas", y se han ampliado a otros escritores que han trabajado dentro de los Mitos de Cthulhu.

## Crítica sobre las fuentes de las Estancias de Dzyan
En su biografía HPB: La extraordinaria vida e influencia de Helena Blavatsky, Sylvia Cranston fuerza a la reclamación de plagio que fue nivelada por William Emmette Coleman (explicado en el párrafo siguiente). Su punto de vista, como Coleman, es que el plagio de HPB consistió en citar las fuentes primarias, sin reconocer las fuentes secundarias de las que provienen.

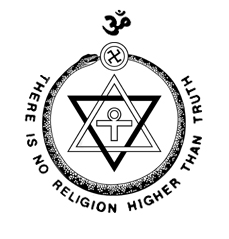
Sello de la Sociedad Teosófica.

Cuando La doctrina secreta apareció William Coleman Emmette en San Francisco "indignado por las pretensiones de Madame Blavatksy de aprendizaje Oriental, llevó a cabo una exégesis completa de sus obras. Demostró que sus principales fuentes eran traducciones del Visnú-purana de H.H. Wilson; World Life o Contemporary Geology de Alexander Winchell; Atlantis: The Antediluvian World de Ignatius Donnelly; y otras obras contemporáneas científicas y ocultistas, plagiadas sin crédito y utilizadas de una manera torpe que mostraron pero concidieron a flor de piel con los temas en discusión. Ella plagió al menos parte de las Estancias de Dzyan del Himno de la Creación en el antiguo sánscrito Rig-veda, una comparación de las dos composiciones lo mostraría fácilmente. Coleman prometió un libro que expondría a todas las fuentes de HPB, incluyendo la de la palabra Dzyan."
Cranston establece que un asistente de investigación de ella se diera a la tarea de encontrar los presuntos 70 pasajes que, según Colleman, HPB plagió del World Life, y sólo pudo encontrar 6. El propio Coleman, lejos de ser una autoridad en el ocultismo, era un empleado de la Intendencia del Departamento del Ejército de los Estados Unidos. Él probablemente no era un juez imparcial, habiendo escrito a Coues el 8 de julio de 1890, "Yo enfáticamente denuncié y ridiculize la teoría del ocultismo, de los espíritus elementales, etc., ante la Sociedad Teosófica que se organizó [en 1875], ya a partir de ese tiempo me he opuesto enérgicamente a la Teosofía todo el tiempo." Coleman prometió publicar un libro para "probar" sus acusaciones contra Blavatsky en relación con el Libro de Dzyan; este libro y su comprobante nunca aparecieron. La razón de que el libro de Coleman nunca apareció es que "Coleman perdió su biblioteca y sus notas en el terremoto de San Francisco de 1906 y murió tres años más tarde, y por eso su libro no fue escrito".